# Rachicerus anachoreticus
Rachicerus anachoreticus är en tvåvingeart som beskrevs av Akira Nagatomi 1982. Rachicerus anachoreticus ingår i släktet Rachicerus och familjen vedflugor.
Artens utbredningsområde är Laos. Inga underarter finns listade i Catalogue of Life.